# Edmond Doumont
Edmond Doumont (né le 5 mars 1879 à Temploux et mort le 26 août 1954 à Châtelet) est un peintre belge spécialisé dans l'art du portrait et dans la peinture de genre.

## Biographie
Edmond Joseph Ghislain Doumont, né le 5 mars 1879 à Temploux, est le fils d'Adolphe Doumont, journalier, et de Mélanie Hortense Docquier. De leur union naissent huit enfants. En septembre 1901, il épouse à Longwy Marie Stablo, originaire de Longwy, en Meurthe-et-Moselle. À l'époque de son mariage, fort d'une formation en France non académique, il semble vivre de son métier de peintre-décorateur, au côté d'autres artistes tels que Pierre Paulus ou Félicien Lefoin.
En novembre 1899, il déménage à Châtelet où il installera son atelier de peinture. S'il excelle dans les portraits, Edmond Doumont est également un peintre qui aime, à l'instar de Pierre Paulus, représenter les paysages et les habitants de la région de Charleroi.
En 1913, sa carrière prend un tournant décisif lorsqu'il présente ses œuvres lors d'une exposition à Mons. Sa Sambre au crépuscule est particulièrement remarquée par le couple royal et sera acquise après la guerre par la ville de Châtelet. En juillet et août 1916, il expose ses œuvres à Châtelet. Au cours de la Première Guerre mondiale, il réalise des portraits de notables locaux.
Entre 1928 et 1930, il expose notamment au Salon des artistes français. À côté de ses travaux artistiques, il est également membre fondateur de diverses sociétés littéraires et artistiques : le Cercle artistique et littéraire de Charleroi, La Sambre et le Cercle d'Art et de Littérature de Châtelet. Il participe à de nombreux salons et expositions de ses œuvres notamment à Charleroi au côté de Pierre Paulus.
De nos jours, l'œuvre d'Edmond Doumont est notamment connue tant pour ses portraits de bourgeois que pour ses scènes de mineurs. Il est exposé au Musée des Beaux-Arts de Charleroi, au Bois du Cazier à Marcinelle et au Musée des Beaux-Arts de Reims.

## Sélection de peintures
- Victor Tilman, directeur de charbonnage à Jumet1913 : Le pont aux cailloux.
- Vers 1920 : Docteur Louis Henry.
- 1920 : Joseph Lambillon.

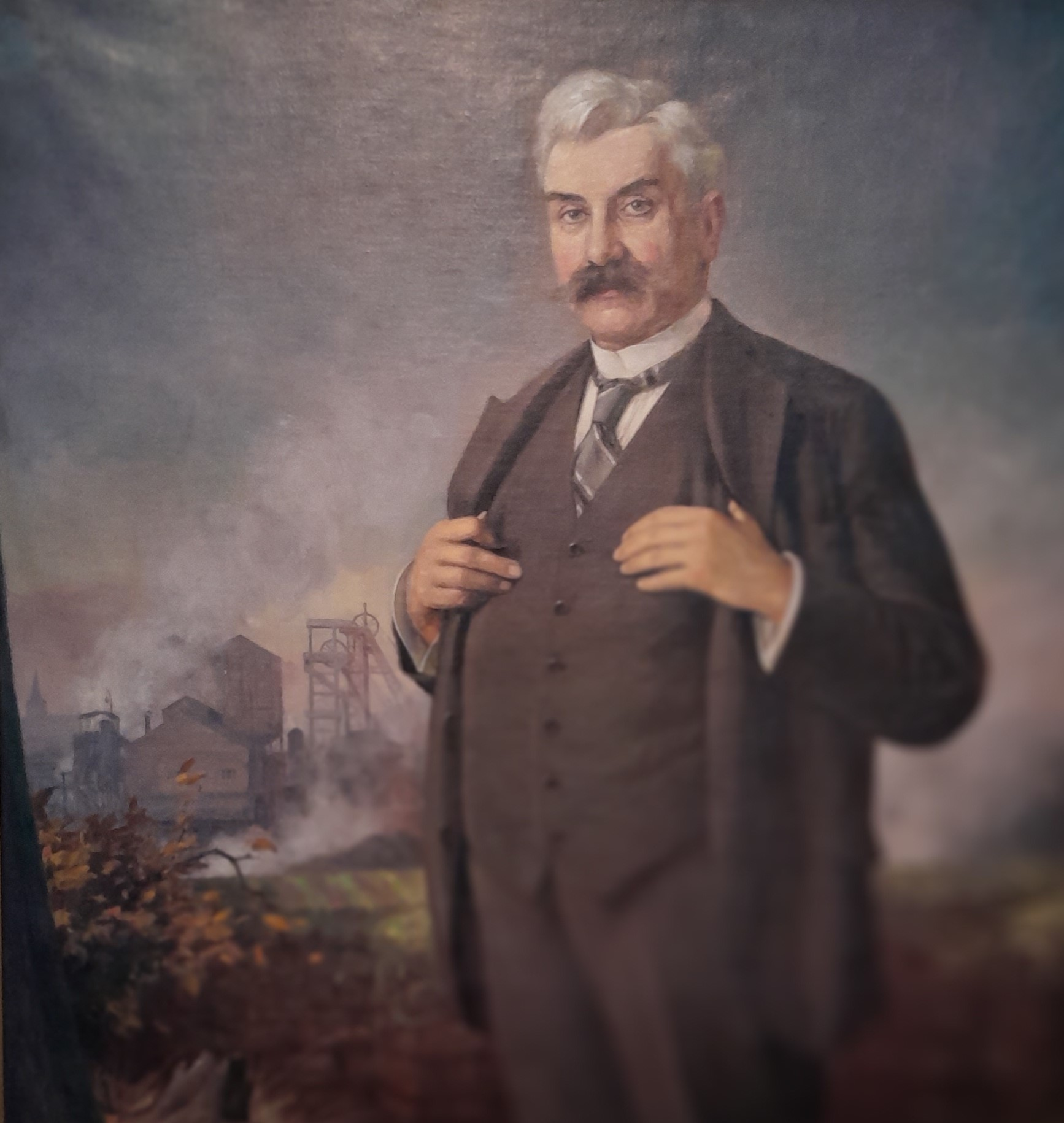
Victor Tilman, directeur de charbonnage à Jumet

- 1927 : Fleur de terril (Musée des beaux-arts à Charleroi).
- 1928 : L'Offrande des humbles (église d'Ahn-Luxembourg).
- 1929 : Charles Chomé.
- 1929 : Pâtre et musicien.
- 1929 : Amour maternel, gravure.
- 1930 : Les Névrosées.
- 1932 : Victor Tilman, directeur de charbonnage à Jumet (Musée du Bois du Cazier à Marcinelle).
- 1933 : Sphinx.
- 1938 : Portrait de Georges Dryon, échevin des Beaux-Arts de Charleroi.
- 1939 : Été.
- 1940 : Le Portrait, gouache.
- s.d. : L'Élégante liseuse au repos.
- s.d. : Retour au travail.
- s.d. : Terril en mai.
- s.d. : Me. Ferdinand Noël.
- s.d. : La Vie des champs.
- s.d. : La Hiercheuse.
- s.d. : Le Mineur.
- s.d. : H. Tillemans[9], industriel, devant la Sambre.

## Distinctions
- Chevalier de l'ordre de Léopold (en 1940).
- Chevalier de l'ordre de la Couronne (en 1929).